# 중국국가박물관

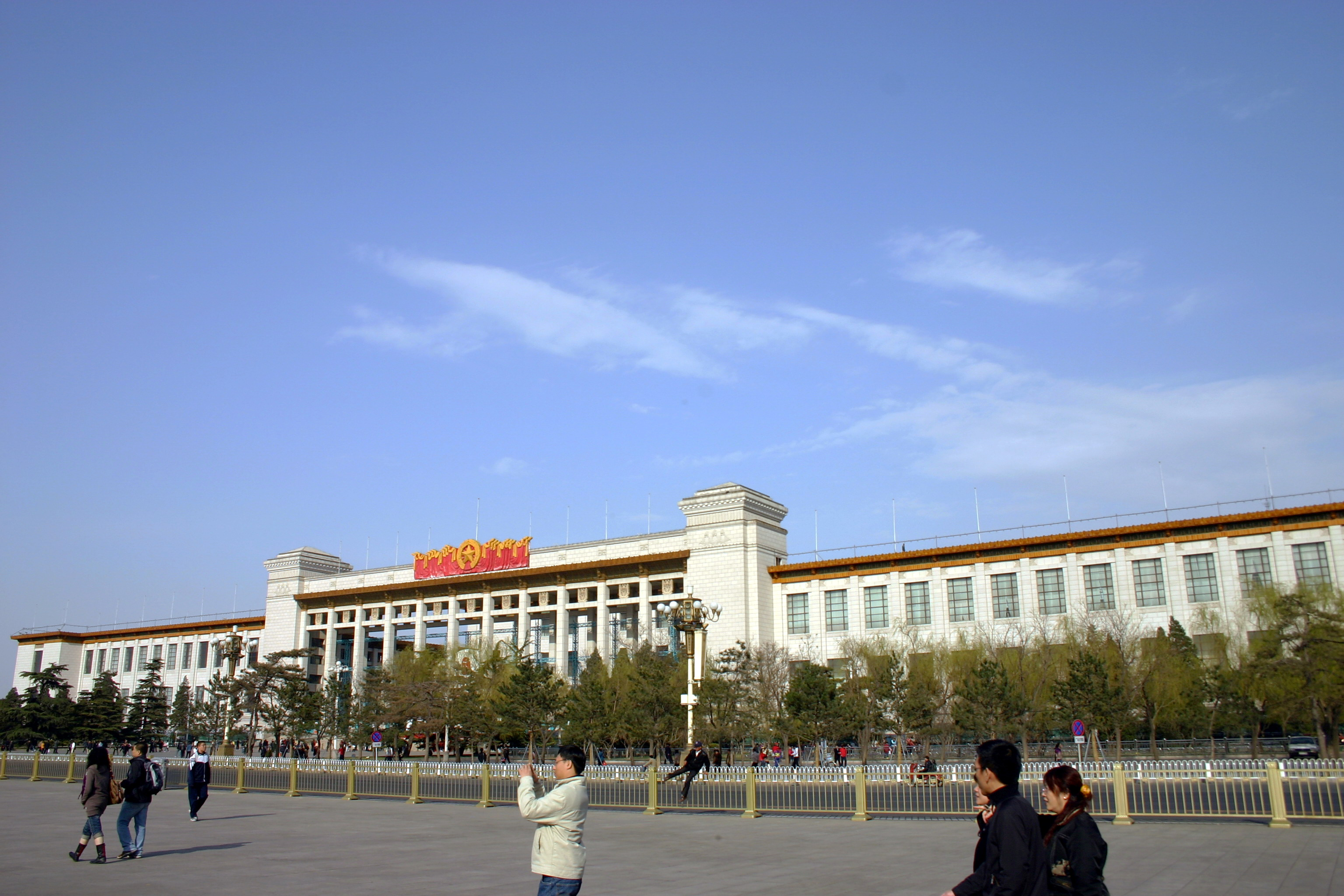
중국국가박물관

중국국가박물관(중국어 간체자: 中国国家博物馆, 병음: Zhōngguó Guójiā Bówùguăn)은 중화인민공화국 베이징시 천안문 광장 동쪽에 위치하는 종합박물관이다. 2003년 이전에는 동일한 건물에 〈중국 역사박물관〉(中国歴史博物館)과 〈중국 혁명박물관〉(中国革命博物)이라는 성격이 다른 두 박물관이 설치되어 있었지만, 2003년에 합병해 〈국가박물관〉(国家博物館)으로 개편되었다.

## 역사
〈중국역사박물관〉의 전신은 1912년 7월 9일에 성립한 〈국립역사박물관주비처〉(国立歴史博物館籌備処)(국립역사박물관 준비실)이다. 1949년 10월 1일 중화인민공화국 탄생일에 〈국립베이징역사박물관〉이라고 개칭되어 중앙 인민정부 문화부로 이관되었다. 1959년에는 다시 〈중국역사박물관〉이라고 개명하였다.
〈중국혁명박물관〉의 전신은 1950년 3월에 설립된 〈국립혁명박물관주비처〉(国立革命博物館籌備処)(국립혁명 박물관 준비실)이다. 1960년에 정식으로 중국혁명박물관으로 개관하였다.
1959년 8월, 천안문 광장의 서쪽에 ‘인민대회당’이 완성되자, 맞은 편 광장 동쪽으로 〈혁명박물관〉과 〈역사박물관〉이 들어가는 대규모 건축물을 준공했다. 1959년 10월 1일, 건국 10주년을 기념해 일반에 공개되었다.
2003년 2월 28일 두 박물관이 합병해 〈중국국가박물관〉으로 개편된다. 국가박물관의 총면적은 65,000m2 넓이로, 양 익의 사이에 있는 중앙 부분에는 12개의 거대한 방주가 둘러싼 회랑이 설치되었다. 관객은 이 문랑을 들어가, 회랑의 저 편에 있는 중앙 대청에 나간다. 회랑을 사이에 둔 양익은 남북대칭으로 설계되었다. 4층건물로 높이는 40m, 폭은 149m이다.
2007년 4월부터는 확장 공사를 진행하고 있다. 동년 춘절에 발표된 설계안에 의하면, 확장 후의 총면적은 6.5만 m2에서 19.2만 m2로 확장된다. 국가박물관은 2007년 1월 31일부터 폐관에 들어가 2010년 세계 최대급의 박물관으로서 재개관할 계획이다.

## 전시관
문물중국사 코너(〈중국역사박물관〉의 후계)는 중국 고대에서부터 근대에 이르는 문물 자료의 소장, 전시 및 역사, 과학과 관련된 분야의 학술연구를 실시하는 기관이며, 관장의 소장품 수는 약 62만건에 달한다. 상설전은 중국 통사를 주제로 하며, 전시 면적은 8,000m2, 상설전으로 진열된 문물이나 자료의 수는 약 9,000건에 달한다. 이 외에도 역사, 고고학, 문물 등에 관한 테마를 마련한 특별전도 개최되고 있다.
역사박물관에 소장되어 있는 보물 가운데, 가장 귀중한 문물로는 은나라 때 유물로 현존하는 최대의 청동기 〈사모무정〉(司母戊鼎)(높이 133cm, 다리의 높이 46cm, 두께 6cm, 무게 875 kg), 한나라 때의 〈금누옥의〉(金縷玉衣), 동오의 〈청자양〉(青瓷羊), 〈당삼채〉, 전국시대의 도질조소(陶質雕塑) 등이 있으며, 중국 역사 교과서에 소개되고 있는 문물을 항상 볼 수 있다.
근대 중국 코너(〈중국혁명박물관〉의 후계)는 1840년부터 1950년에 걸친 중국 근대 혁명의 자료를 소장, 전시하고 있으며, 아편 전쟁과 열강의 침입, 변법자강 운동, 신해혁명, 군벌 정치, 만주사변, 중일 전쟁, 국공 내전 등 중국의 굵직한 근대사나 혁명사를 중심으로 한 전시를 하고 있다.
또 〈국가박물관 상상예술관〉(国家博物館蜡像芸術館)에서는, 중국의 고대사에서 혁명 사상의 인물, 현대의 스타에 이르기까지, 중국의 중요 인물을 밀납인형으로 전시하고 있다.
베이징 뿐만 아니라 중국 각지, 해외에서도 많은 관광객이 방문하고 있어며, 일본, 이탈리아, 그리스, 이집트 등의 박물관에서 대여된 각 나라의 국보급 문물의 특별전도 개최된다.

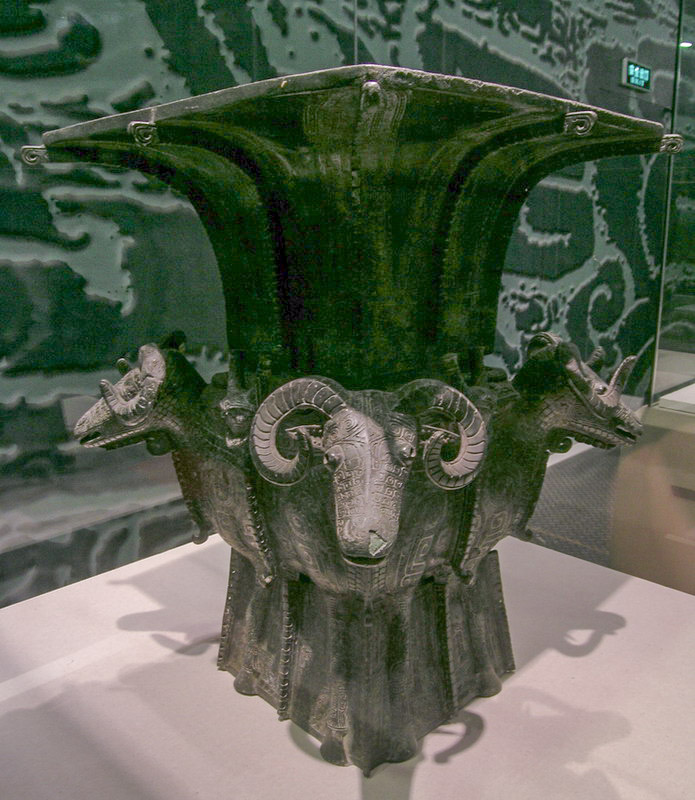
四羊方尊은 은나라 말기(기원전 13C～전 10C）, 1938년 후난성 닝샹현 월산포에서 출토되었다
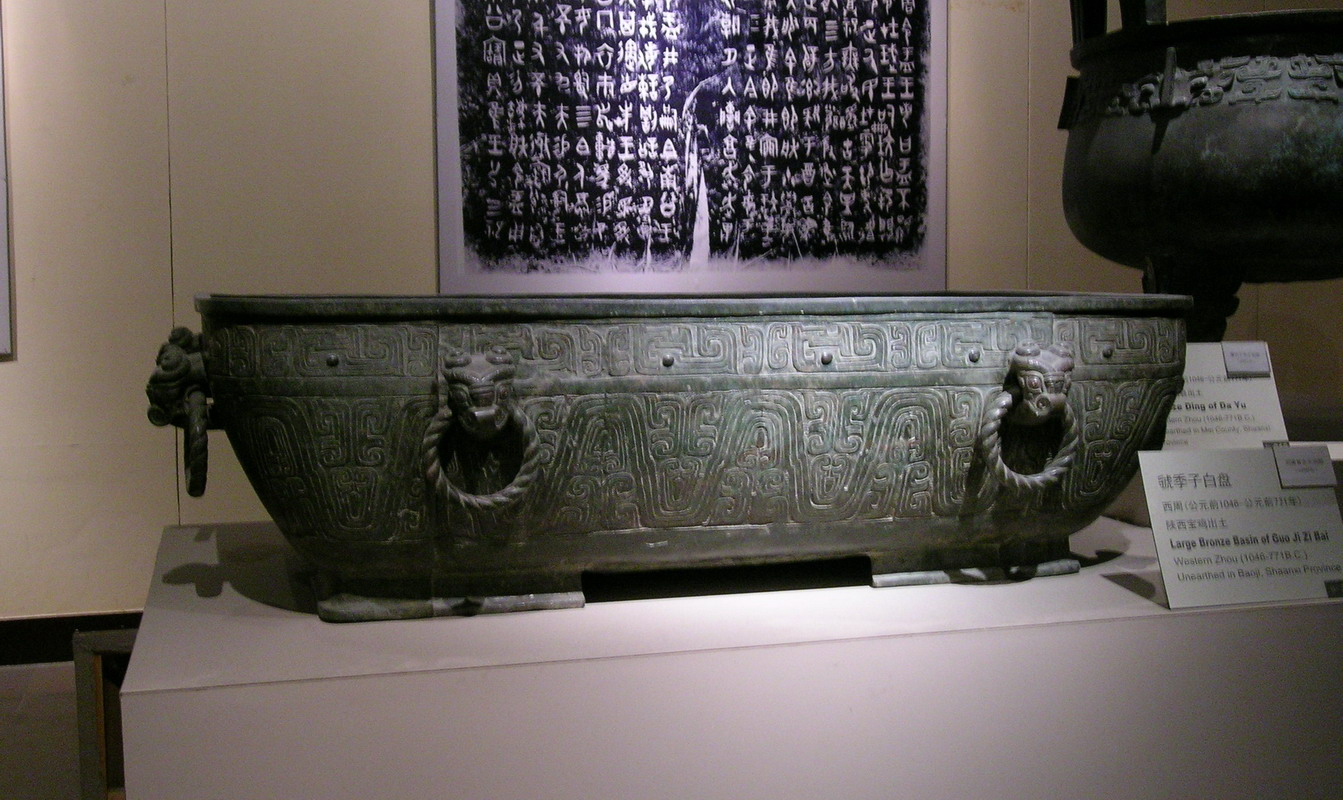
호계자백반, 서주의 선왕 때(BC 827년～BC782년）, 섬서성 옥계에서 출토
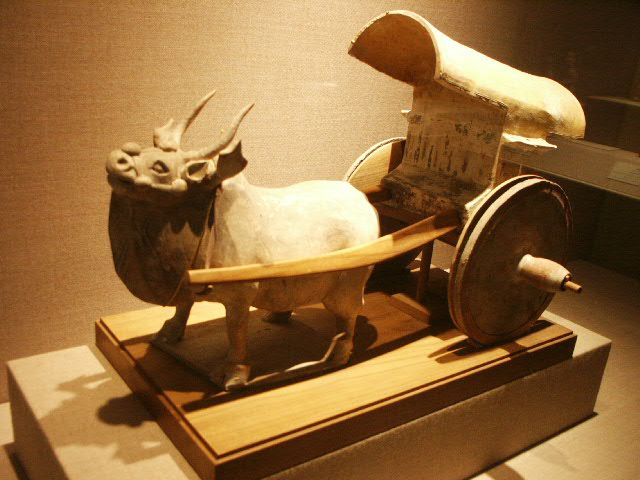
한나라 때의 도기 우마차
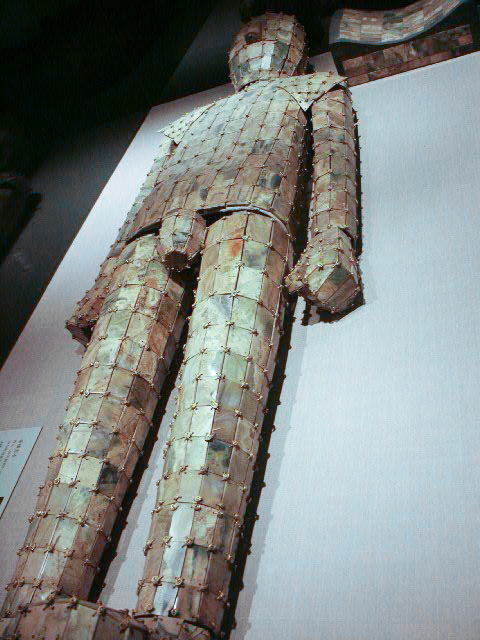
한나라 때의 금루옥의

## 입장
입관료는 2008년을 기준으로 30위안이다.

## 카운트 다운
1990년대 이래, 천안문 광장에 접한 박물관 정문의 기둥에는 중국 정부의 큰 이벤트가 있을 때마다 카운트다운용의 큰 시계나 장식을 설치하였다.
1994년 12월 19일에는 홍콩 반환을 결정한 1984년 12월 19일 〈중영공동성명〉(中英聯合聲明) 10주년을 기념해 〈홍콩주권회복 시계〉(중국 정부의 대홍콩 주권 행사 회복 카운트다운 시계)가 설치되어 1997년 7월 1일 0시를 향해서 카운트다운을 실시했다.
마카오 반환 때도, 마카오 특별행정구 준비위원회 발족 당일인 1998년 5월 5일에 〈마카오주권회복 시계〉(중국 정부의 대 마카오 주권행사 회복 카운트다운 시계)가 제막되어 1999년 12월 20일 0시를 향해서 카운트다운을 실시했다.
아테네 올림픽 폐막 후인 2004년 9월 21일 오후 6시에는 〈베이징 올림픽〉 조직위원회가 카운트다운 시계를 설치해, 2008년 8월 8일 오후 8시의 베이징 올림픽 개막을 향한 카운트다운을 실시했다.

## 같이 보기
- 천안문 광장